# Arenales
Der Vulkan Arenales liegt im nordpatagonischen Eisfeld südsüdwestlich des Vulkans Cerro Hudson. Der Arenales wurde erst 1963 anlässlich einer durch Eric Shipton geleiteten Expedition als Vulkan erkannt, jedoch als erloschen erachtet. Auf einem Landsat Satelliten-Bild vom 8. März 1979 wurde jedoch eine kleine Ablagerung von Tephra beobachtet, welche die Eiskappe an der Südwestflanke des Arenales bedeckte.
Die Erstbesteigung des Arenales erfolgte im Jahre 1958 durch die chilenisch-japanische Patagonienexpedition, deren Aufgabe es war, das nordpatagonische Eisfeld wissenschaftlich zu untersuchen. Die Leitung der Expedition lag in den Händen des Chilenen Germán H. Milis und der Japaner Kaoru Tanaka und Masataka Takagi. Zwischen dem 20. Januar und dem 30. März erreichten drei Seilschaften den Gipfel.

## Weblink
- Arenales im Global Volcanism Program der Smithsonian Institution (englisch)